# Gunilla Molloy
Gunilla Elisabet Molloy, född 21 juli 1943 i Halmstad, är svensklärare, svensklärarutbildare och docent i svenska med didaktisk inriktning. 
Molloy blev filosofie magister 1973 och tjänstgjorde som adjunkt på Gubbängens gymnasium 1968–1973 och på Rålambshovsskolan 1973–1987. Hon var handledare och metodiklektor på Lärarhögskolan i Stockholm parallellt med tjänstgöring som adjunkt på Rålambshovsskolan 1987–2008. Hon påbörjade den första forskarutbildningen i svenska med didaktiskt inriktning (SmDi) 1996, disputerade 2002 och blev docent i svenska med didaktisk inriktning 2008. Hon har undervisat blivande svensklärare och forskarstuderande vid institutionen för språkdidaktik vid Stockholms universitet 2008–2013.. Hon har skrivit ett flertal böcker om svenskundervisningen i skolan, främst med fokus på litteraturdidaktik. Med utgångspunkt i egen klassrumsforskning och critical literacy beskriver Gunilla Molloy dels hur skolans demokratiuppdrag kan integreras med kunskapsuppdraget (det s.k. dubbla uppdraget) och dels hur maktrelationer kan synliggöras i olika texter vid ett kritiskt textarbete. Gunilla Molloy var en av de tre lärare/forskare som tillsammans med undervisningsråd vid Skolverket skapade struktur och pilottexter för Läslyftet. Hon har även varit medredaktör för Kvinnobilder (1976), Nio kvinnor nio liv (1977) och Kvinnobulletinen samt krönikör i Alfa 2010–2014.

### Artiklar
- 1982 - Och så möttes deras läppar i en kyss. Svenskläraren nr 5.
- 1983 - Fröding i nian. Svenskläraren nr 1.
- 1983 - August lever! Svenskläraren nr 4.
- 1983 - Måste det rimma? Svenska i Skolan nr 15
- 1986 - Litteraturläsning på gymnasieskolans yrkesförberedande linjer (tillsammans med Leif Ericson och Ulf Linnell).
- 1987 - Va? Är det gjort på något särskilt sätt? Svenskläraren nr 1
- 1987 - Men killarna är så sura på oss. Kritisk utbildningstidskrift (KRUT). Nr 48
- 1988 - Far och jag. Textanalys kombinerat med skrivande. Svenskläraren nr 3.
- 1988 - Har fröken läst Fever Pitch? Svenska i Skolan nr.2
- 1989 - Samlevnad på svensktimmen - självklart!!
- 1990 - Fotbollsängeln och Spetsknypplerskan. En studie i skolans feminisering. Svenska i Skolan. 2.90
- 1992 - När det censurerade tänkanden möter den ocensurerade texten. Svenskläraren nr 1
- 1994 - Jag undrar vad de talar om...Svenska i Skolan nr 2
- 1998 - Texten bakom texten : tre uppsatser om sakprosa ur ett feminist-didaktiskt perspektiv.
- 2000 - Från episod till avhandlingsidé. Svenskläraren

- 2012 - Varför är trollet svart och styggt? Två lärares arbete med elevers föreställning om etnicitet och religion i mötet med  äldre texter. Ur: Teorier om tekst i möte med skolens lese-og skrivepraksiser. Universitetsförlaget. Oslo.
- 2012 -  Where is the money? Svensklärarföreningens årsskrift 2014.
- 2013 - Pojkar läser bara om män också läser. Idé och Kritik. DN april

- 2013 - Gutter og lesing. Fagbokforlaget. Landslaget for Norskundervisning.
- 2016 - Från räkmacka till läroämne. Svensklärarföreningens årsskrift 2015.
- 2016 -  Alla ämneslärare i högstadiet måste undervisa i läsförståelse. DN Debatt 4 augusti 2016. (Tillsammans med Barbro Westlund)

### Monografier
- 1990 - Näbbgäddor och bråkstakar ISBN 91-7656-236-0
- 1992 - Godmorgon fröken : ett samtal om makt, kön och lärarprofessionalism ISBN 91-21-13538-X.
- 1996 - Reflekterande läsning och skrivning : årskurs 7-9 ISBN 91-44-61861-1
- 1997 - Svenska i grundskolan - metodboken (tillsammans med Göran Ejeman) ISBN 91-21-14201-7
- 1998 - Som en augustitanke : dokumentation ISBN 91-7221-048-6
- 2002 - Läraren, litteraturen, eleven : en studie om läsning av skönlitteratur på högstadiet ISBN 91-7656-534-3
- 2003 - Att läsa skönlitteratur med tonåringar ISBN 91-44-03007-X
- 2007 - Skolämnet svenska : en kritisk ämnesdidaktik ISBN 978-91-44-01998-7
- 2007 - När pojkar läser och skriver ISBN 978-91-44-04025-7
- 2011 - Selma Lagerlöf i mångfaldens klassrum ISBN 978-91-44-05937-2
- 2017 - Svenskämnets roll. Om didaktik, demokrati och critical literacy. ISBN 978-91-44-07624-9

### Krönikor
- 2010 - Bilder av Gud svårt även i skolan. Alfa 02/10
- 2011 - Och hela din världsbild rasar...Alfa 05/10
- 2011 - Lärarnas självrespekt saknas i TV-rutan. Alfa 03/11
- 2012 - Penna och batong till nya skolpolisen. Alfa 04/12
- 2013 - Hot går hem. Alfa 01/13
- 2013 - En liten bokstav gör obegripligt stor skillnad. Alfa 04/13
- 2014 - Blowa mig!, sa han. Alfa 02/14

## Priser och utmärkelser
- 1979 Libers stora pris för pedagogiskt utvecklingsarbete
- 1989 Den Gyllene Pekpinnen.  LR Studs Pedagogiska Utmärkelse.
- 1998 Svenska Akademiens svensklärarpris
- 2008 Open Minds – Freinetrörelsens demokratipris
- 2011 Karin Söders Selma Lagerlöf-stipendium (Selma Lagerlöf-sällskapet)